# アラ・アブラミアン

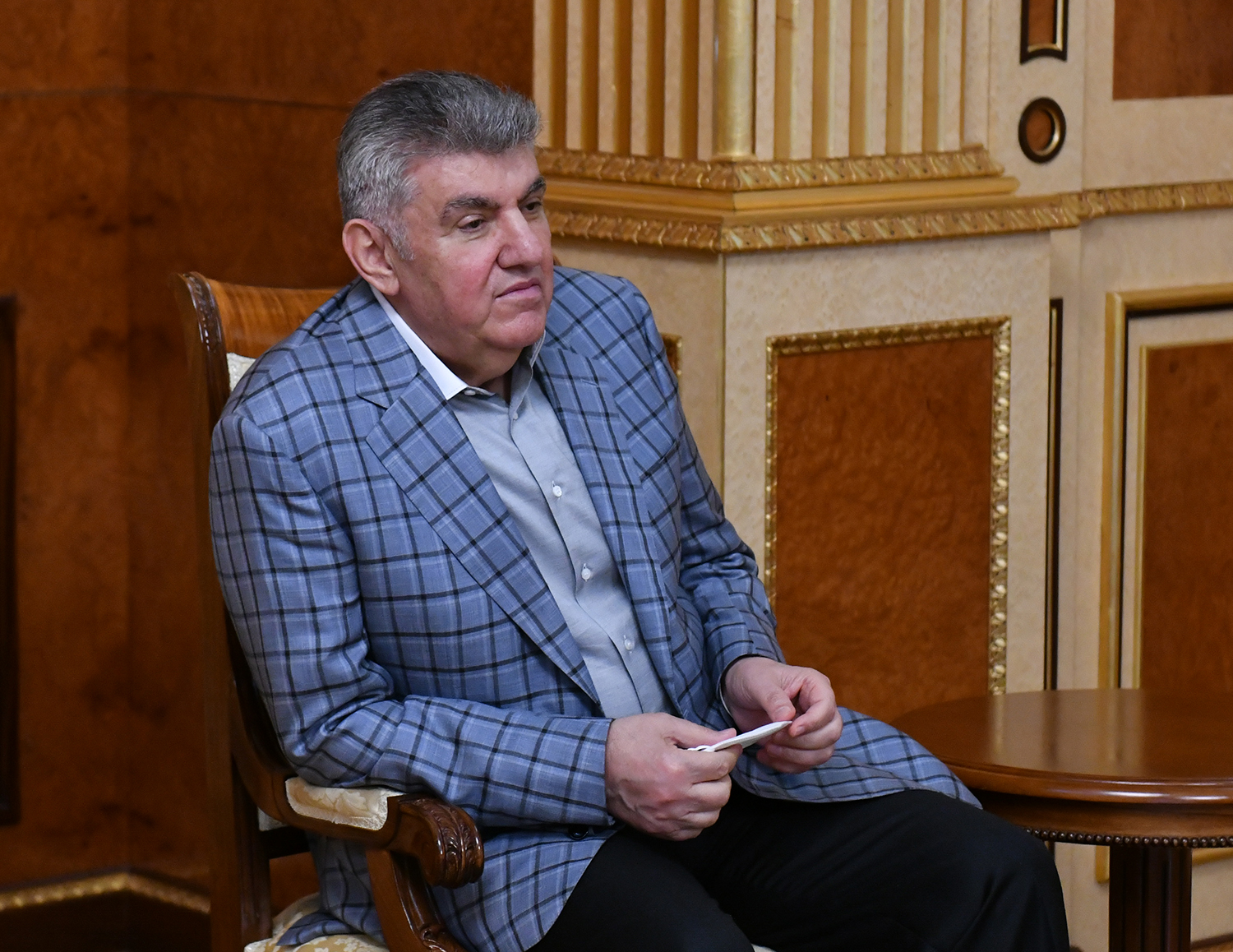
2021

アラ・アブラミアン（アルメニア語：Արա Աբրահամյան、ラテン文字表記：Ara Abramyan、キリル文字表記：Ара Аршавирович Абрамян、1957年5月15日 - ）は、アルメニア系ロシア人の実業家。ロシア・アルメニア人協会会長。

## 経歴
1957年5月15日、アルメニア・ヴァヨツ・ゾル地方の中心都市イェゲグナゾルで生まれる。エレバン国立大学で経済学の学位を取得。1989年に電子産業大臣に任命された。1993年にソグラシエ（Soglasiye）を創業、ロシア最大の投資会社のひとつに成長させた。
CIS内での貿易を活発化し経済統合を深めることに貢献。さらにロシアにおけるアルメニア人の地位向上を促進するNGOであるロシア・アルメニア人協会の会長を務めている。
2003年にユネスコ名誉平和大使に任命された。